# Synapsis davidis
Synapsis davidis är en skalbaggsart som beskrevs av Leon Fairmaire 1878. Synapsis davidis ingår i släktet Synapsis och familjen bladhorningar. Inga underarter finns listade i Catalogue of Life.